# Dobowe migracje pionowe
Dobowe migracje pionowe – zachowanie organizmów wodnych polegające na pionowym przemieszczaniu się w toni wodnej w cyklu dobowym. Dotyczy różnych grup organizmów, ale najlepiej opisane są wędrówki organizmów zooplanktonowych. W zależności od głębokości i przejrzystości zbiornika ich zakres wynosi od kilku centymetrów do ponad stu metrów (w morzach).
Różne grupy organizmów wykazują różny wzór migracji. Da się jednak wyróżnić pewne modele dzielone przez organizmy o różnej przynależności systematycznej, ale zbliżonej ekologii. 
Organizmy fitoplanktonowe, potrzebując światła do fotosyntezy, w ciągu dnia przebywają w strefie eufotycznej, blisko powierzchni. Po zmroku przenoszą się niżej, gdzie stężenie biogenów jest wyższe. 
Odwrotnie zachowują się zwierzęta planktonowe, zwłaszcza duże i widoczne (np. zabarwione pigmentem, a w przypadku zwierząt przezroczystych – o wyraźnych oczach, noszące jaja, o wypełnionych jelitach). Nocą znajdują się blisko powierzchni, a w dzień schodzą głębiej. Spośród licznych hipotez najwięcej przemawia za tym, że jest to sposób unikania presji drapieżników posługujących się wzrokiem, czyli ryb (i w mniejszym stopniu płazów). Organizmy zooplanktonowe dzięki tym migracjom cały czas przebywają w ciemności, a nocą, gdy ciemność panuje na każdej głębokości, przebywają w strefie wyższej, a więc cieplejszej i ogólnie zasobniejszej w pokarm (mimo odwrotnych migracji części organizmów fitoplanktonowych). 
Z kolei ta część zwierząt planktonowych, która ze względu na mały rozmiar pozostaje poza zainteresowaniem ryb, a jest pokarmem drapieżników zooplanktonowych, unikając presji tych ostatnich migruje nocą w głąb toni wodnej, a w dzień ku powierzchni. Migracje pionowe podejmują także ryby, ale jest to rzadsze i słabiej poznane zjawisko. W niektórych przypadkach wydaje się to unikaniem presji drapieżniczej ptaków.
Tak więc migracje planktonu mają dwa podstawowe typy:
- typowy – duże zwierzęta planktonowe wędrują nocą ku powierzchni, za dnia ku hypolimnionowi
- odwrotny – małe zwierzęta planktonowe oraz glony nocą wędrują w głąb, w dzień do epilimnionu.

Na rzecz hipotezy, że migracje dobowe planktonu są mechanizmem obronnym przemawiają obserwacje, z których wynika, że migracji nie podejmują duże zwierzęta planktonowe w jeziorach bezrybnych, a także eksperymenty, w których u niemigrujących skorupiaków hodowanych w akwariach wywołano zachowania migracyjne wpuszczając wodę zawierającą ślady chemiczne ryb (kairomony). Podobnie w przypadku braku dużych zwierząt planktonowych – drapieżników (np. larw wodzienia) brak jest "odwrotnej" migracji małych zwierząt planktonowych. Niezależnie od tego, inne czynniki także mogą odgrywać pewną rolę. Przykładowo unikanie prześwietlenia zmniejsza ekspozycję na szkodliwe działanie promieniowania ultrafioletowego. Nocne podążanie drobnych filtratorów w głąb, oprócz unikania presji drapieżców planktonowych, może być również podążaniem za migrującymi w ten sposób ofiarami należącymi do fitoplanktonu.
Analogicznie do migracji pionowych, istnieją także migracje poziome (np. ryb karpiowatych), w których rolę strefy wiecznie zacienionej odgrywa litoral (zacienienie przez makrofity), a okresowo prześwietlonej – pelagial.